# Polidamante
Polidamante (in greco antico: Πολυδάμας -αντος?, Poludámas -antos) è un personaggio della mitologia greca. Fu un indovino, consigliere e valoroso guerriero che combatté nella guerra di Troia.

## Genealogia
Figlio di Pantoo e di Frontide, o di Pronoe (o Pronome) fu padre di Leocrito.

## Mitologia
Polidamante fu un indovino troiano, amico e luogotenente di Ettore nella guerra di Troia, le cui gesta sono narrate soprattutto nell'Iliade. 
Si dimostrò un valoroso guerriero, uccidendo numerosi greci come Protoenore, Mecisteo, Oto, Eurimaco. Secondo il libro XVII egli trafisse il capitano Peneleo, trapassandogli la spalla con la lancia: Peneleo sopravvisse, benché rimasto seriamente ferito. In precedenza, come narrato nel dodicesimo libro dell'Iliade, Polidamante trovò il modo corretto di attraversare il largo e pericoloso fossato che faceva parte della difesa al porto acheo e inoltre interpretò il segno inviato da Zeus (un'aquila vola con un serpente tra gli artigli, ma questo le si ritorce contro e la morde) come un presagio funesto, per cui consigliò a Ettore di non continuare l'assedio.
L'ultima apparizione di Polidamante nel poema omerico è nel XVIII libro, dove si dice che dopo la morte di Patroclo egli esortò Ettore a non impegnare le truppe troiane nella battaglia presso le navi, non venendo però ascoltato.
La morte dell'eroe è descritta dagli autori successivi. Fu ucciso da Aiace Telamonio, con un colpo di lancia che gli trapassò l'inguine.